# Malawicze Dolne
Malawicze Dolne [pronunciación en polaco: /malaˈvit͡ʂɛ ˈdɔlnɛ/] es un pueblo ubicado en el distrito administrativo de Gmina Sokółka, dentro del Condado de Sokółka, Voivodato de Podlaquia, en el norte de Polonia oriental, cercano a la frontera con Bielorrusia. Se encuentra aproximadamente a 10 kilómetros al este de Sokółka y a 46 kilómetros al noreste de la capital regional Białystok.